# Сян'юнь
25°29′13″ пн. ш. 100°32′58″ сх. д. / 25.486944444444° пн. ш. 100.54944444444° сх. д.
Сян'юнь (кит. 祥云县, пін. Xiángyún Xiàn) — один із повітів КНР у складі Далі-Байської автономної префектури, провінція Юньнань. Адміністративний центр — містечко Сянчен.

## Географія
Сян'юнь у середньому лежить на висоті близько 2000 метрів над рівнем моря на заході Юньнань-Гуйчжоуського плато.

### Клімат
Повіт знаходиться у зоні, котра характеризується океанічним кліматом субтропічних нагір'їв. Найтепліший місяць — червень із середньою температурою 20,6 °C. Найхолодніший місяць — січень, із середньою температурою 8,6 °С.
| Клімат повіту Сян'юнь                              | Клімат повіту Сян'юнь | Клімат повіту Сян'юнь | Клімат повіту Сян'юнь | Клімат повіту Сян'юнь | Клімат повіту Сян'юнь | Клімат повіту Сян'юнь | Клімат повіту Сян'юнь | Клімат повіту Сян'юнь | Клімат повіту Сян'юнь | Клімат повіту Сян'юнь | Клімат повіту Сян'юнь | Клімат повіту Сян'юнь | Клімат повіту Сян'юнь |
| Показник                                           | Січ.                  | Лют.                  | Бер.                  | Квіт.                 | Трав.                 | Черв.                 | Лип.                  | Серп.                 | Вер.                  | Жовт.                 | Лист.                 | Груд.                 | Рік                   |
| Середній максимум, °C                              | 15,3                  | 17,3                  | 20,5                  | 23,5                  | 25,2                  | 25,7                  | 24,5                  | 24,5                  | 23,9                  | 21,8                  | 18,5                  | 15,8                  | 21,4                  |
| Середня температура, °C                            | 8,6                   | 10,5                  | 13,5                  | 16,6                  | 19,3                  | 20,6                  | 19,9                  | 19,3                  | 18,3                  | 16,1                  | 12,1                  | 9                     | 15,3                  |
| Середній мінімум, °C                               | 2,8                   | 4,4                   | 7                     | 10,5                  | 14,4                  | 16,9                  | 16,7                  | 16                    | 14,8                  | 12,3                  | 7,2                   | 2,5                   | 10,5                  |
| Норма опадів, мм                                   | 16.8                  | 12.5                  | 16.4                  | 22.6                  | 60.7                  | 117.1                 | 168.8                 | 174.1                 | 112.9                 | 71.3                  | 21.7                  | 7.4                   | 802.3                 |
| Вологість повітря, %                               | 57                    | 53                    | 50                    | 52                    | 60                    | 71                    | 80                    | 83                    | 80                    | 76                    | 68                    | 64                    | 66                    |
| -------------------------------------------------- | --------------------- | --------------------- | --------------------- | --------------------- | --------------------- | --------------------- | --------------------- | --------------------- | --------------------- | --------------------- | --------------------- | --------------------- | --------------------- |
| Джерело: Дані метеостанції №56756 (КНР, 1991-2020) |                       |                       |                       |                       |                       |                       |                       |                       |                       |                       |                       |                       |                       |